# Domingo José Taraborelli
Domingo José Taraborelli (30 de diciembre de 1942, Tres Arroyos-13 de agosto de 1988, Necochea) fue un abogado y político argentino, perteneciente al Partido Justicialista, que fue intendente del Partido de Necochea (Provincia de Buenos Aires), Argentina.

## Biografía

### Estudios
Nació en Tres Arroyos, el 30 de diciembre de 1942. Un mes después de su nacimiento su familia se mudó a Necochea. Realizó sus estudios primarios en la Escuela N1 General Manuel Belgrano, y secundarios en el Colegio Nacional José Manuel Estrada, ambos de la ciudad de Necochea. Obtuvo el título de abogado en la Facultad de Ciencias Jurídicas y Sociales de la Universidad Nacional de La Plata.

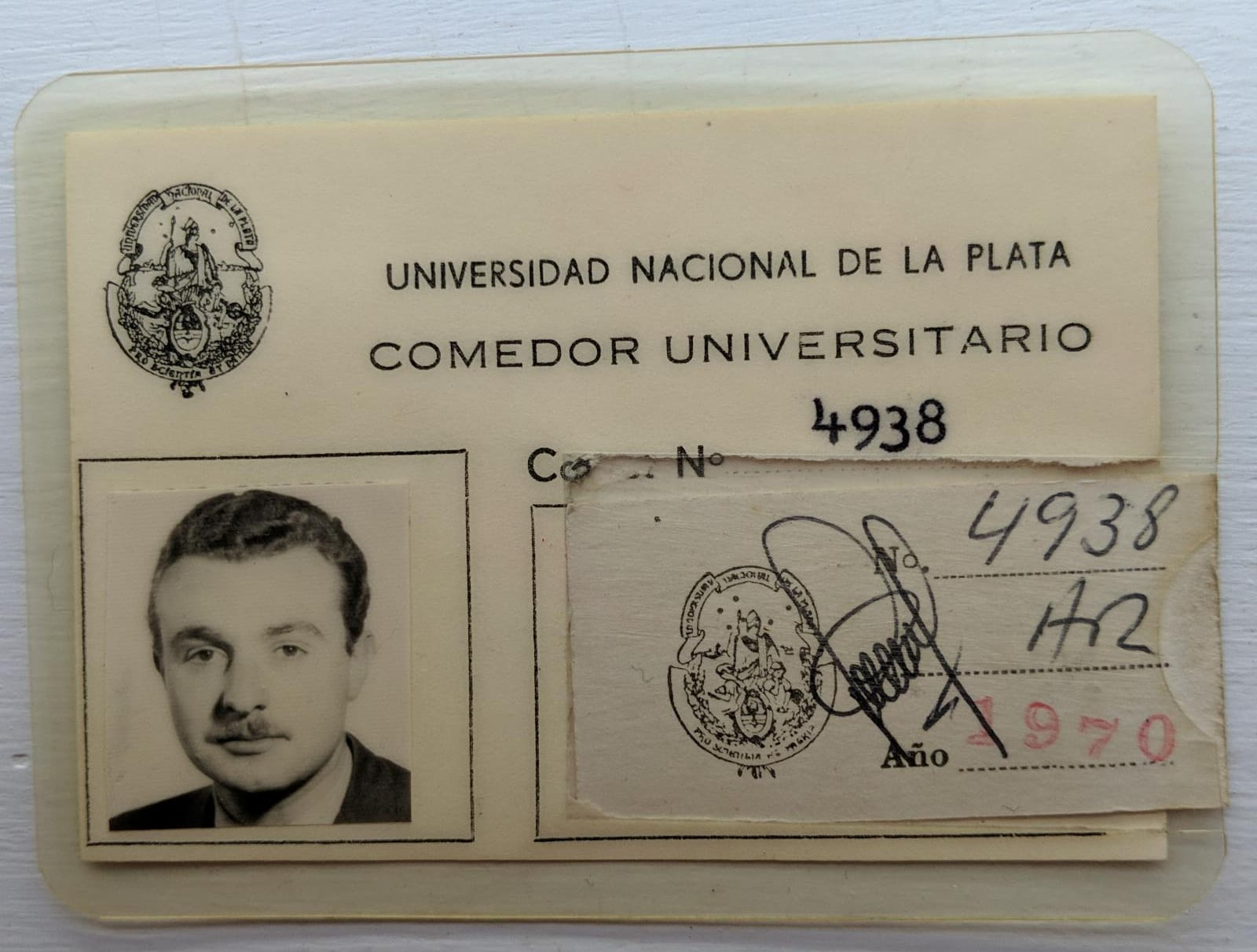
Imagen de la credencial del comedor universitario de Domingo J. Tarborelli

### Trayectoria laboral y política
Fue fundador de la Asociación de Abogados de Necochea, secretario de la Federación de Asociaciones de Abogados de la Provincia de Buenos Aires, asesor letrado de diferentes sindicatos, integrante de la comisión redactora del anteproyecto de Ley de Contrato de Trabajo en 1973. Entre 1975 y 1977 fue asesor letrado del Ministerio de Trabajo de la Nación, Delegación Necochea. En 1973, durante la gestión del comisionado escribano Juan José Laterza, fue Director de Turismo de la Municipalidad de Necochea. 
Hacia finales de la dictadura militar argentina participó en la creación del Centro de Estudios Justicialistas, que fue la base que lo llevó a la presidencia del Partido Justicialista a nivel local y luego a ocupar la intendencia de Necochea, con una postura renovadora vinculada al dirigente Antonio Cafiero. Fue presidente del Partido Justicialista de Necochea y Secretario de Planeamiento del Partido Justicialista de la Provincia de Buenos Aires y del Congreso Nacional. Finalmente, fue intendente de Necochea entre 1983 y 1987, en tiempos de la recuperación de la democracia en Argentina. Fue reelecto intendente en 1987, cargo en el cual se desempeñó hasta su muerte, el 13 de agosto de 1988.

### Semblanza
El Diario Ecos Diarios publicó una semblanza de Domingo J. Taraborelli, en la que lo caracteriza por su raciocinio en el ejercicio del poder, tolerancia, respeto recíproco y unidad nacional. Como intendente de Necochea se caracterizó por la austeridad y la honestidad y una labor progresista, buscando alcanzar a todo el distrito a su cargo, tanto el postergado Quequén como la remodelación del frente marítimo de Necochea como atractivo turístico, y la promoción de la industria del turismo en el municipio.

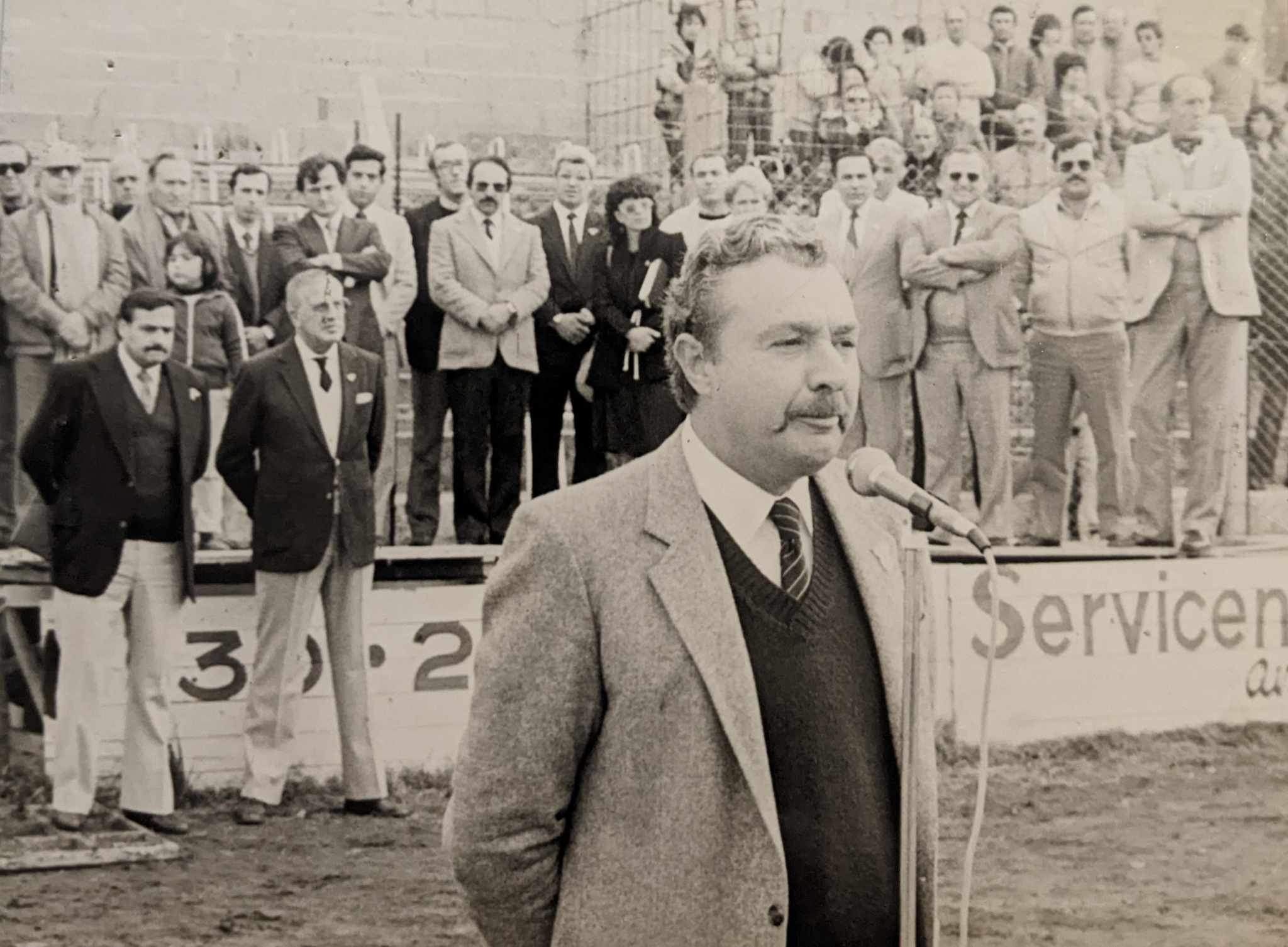
Domingo J. Taraborelli en un acto como Intendente de Necochea

## Homenajes
El 13 de julio del año 2000 la legislatura bonaerense aprobó la ley provincial 12.480, la cual nombra al puente que cruza el río Quequén a la altura de la Avenida Circunvalación de Necochea, como Intendente Municipal Domingo José Taraborelli.
En la ciudad de Necochea, el Hospital Neuropsiquiátrico también lleva por nombre “Domingo J. Taraborelli” en honor a este abogado necochense.